# John Stewart, 3. Earl of Buchan († 1424)

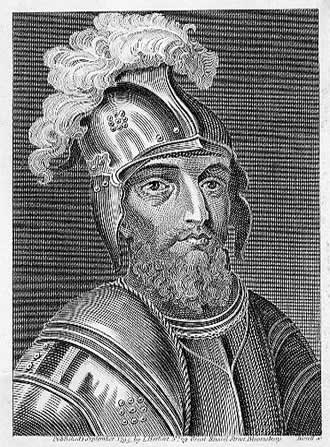
John, Earl of Buchan

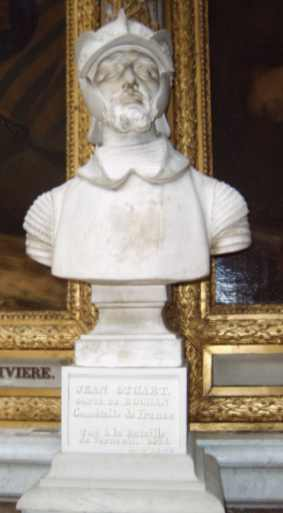
Büste in der Schlachtengalerie des Schloss Versailles

John Stewart, 3. Earl of Buchan (* um 1381; † 17. August 1424 in der Schlacht von Verneuil), war ein schottischer Adliger.
Er war der Sohn von Robert Stewart, 1. Duke of Albany und dessen zweiter Ehefrau Muriella Keith.
Beim Tod seines Onkels Alexander Stewart, 1. Earl of Buchan, genannt „Wolf von Badenoch“, fiel 1394 dessen Titel eines Earl of Buchan an Johns Vater, der diesen Titel 1406 vorzeitig an John als 3. Earl übertrug.
1415 erlangte er von seinem Vater, der als Regent für den in englischer Gefangenschaft befindlichen König Jakob I. agierte, die Belehnung mit den Ländereien von der kinderlosen Euphemia Leslie, 8. Countess of Ross, die sich offenbar in ein Kloster zurückzog, und nannte sich in der Folgezeit „Earl of Buchan and Ross“. Dies geschah unter Missachtung der vorrangigen Rechte von deren Schwester Mary Leslie, 9. Countess of Ross. Deren Sohn Alexander MacDonald erwirkte erst nach John Stewards Tod, das ihm die Ländereien schließlich übertragen und der Titel als Earl of Ross bestätigt wurde.
Er heiratete Lady Elizabeth Douglas († um 1451), Tochter von Archibald Douglas, 4. Earl of Douglas, genannt „The Tyneman“. Ihr einziges Kind, Margaret Stewart (* vor 1425, † vor 1461), heiratete George Seton.
Buchan kämpfte im Hundertjährigen Krieg auf der französischen Seite. Er war siegreich in der Schlacht von Baugé (1421) und wurde in der Schlacht von Cravant (1423) gefangen und danach ausgetauscht. 1421 wurde er zum Connétable von Frankreich ernannt. Er fiel in der Schlacht bei Verneuil 1424.
Buchan war der erste Kommandeur der Garde du Corps, der königlichen Leibwache, die während des Hundertjährigen Kriegs aus schottischen Bogenschützen bestand.
Da er keine Söhne hatte, fiel sein Adelstitel bei seinem Tod 1424 an seinen Vetter König Jakob I. und erlosch durch Verschmelzen mit der Krone.